# Vanniopsis
Vanniopsis is een geslacht van wantsen uit de familie van de Miridae (Blindwantsen). Het geslacht werd voor het eerst wetenschappelijk beschreven door Karl Alfred Poppius in 1909.

## Soorten
Het genus bevat de volgende soorten:

- Vanniopsis crobylos Cassis, Schwartz & Moulds, 2003
- Vanniopsis howense Cassis, Schwartz & Moulds, 2003
- Vanniopsis rufescens Poppius, 1909